# Men Like Gods
Men Like Gods é um romance de H.G.Wells lançado originalmente em 1923, sendo uma novela - referida pelo autor como uma "fantasia científica".
Possui uma utopia localizada em universo paralelo.

## Enredo
Men Like Gods se passa no verão de 1921. Seu protagonista é o Sr. Barnstaple (seu primeiro nome é Alfred ou William) , um jornalista que trabalha em Londres e que vive em Sydenham. Ele cresceu desanimado em um jornal chamado  The Liberal  e resolve tirar um feriado. Partindo esposa e família, ele descobre que seus planos foram interrompidos quando seu e dois outros automóveis são acidentalmente transportados com seus passageiros para "outro mundo", que os "Earthlings" chamam Utopia.